# Быково (бывший Катунинский сельский округ)
Быково — деревня в составе Ивановского сельского поселения Шарьинского района Костромской области России.
До 2010 года входила в состав Катунинского сельского округа.

## География
Деревня расположена на автодороге Урень — Шарья — Никольск — Котлас Р157, на берегу речки Прудовки.

## История
Согласно Спискам населенных мест Российской империи в 1872 году деревня относилась к 2 стану Ветлужского уезда Костромской губернии и располагалась на почтовом тракте из Ветлуги в город Никольск. В ней числилось 3 двора, проживало 13 мужчин и 9 женщин.
Согласно переписи населения 1897 года в деревне проживало 77 человек (37 мужчин и 40 женщин).
Согласно Списку населенных мест Костромской губернии в 1907 году деревня относилась к Рождественской волости Ветлужского уезда Костромской губернии. По сведениям волостного правления за 1907 год в деревне числилось 11 крестьянских дворов и 104 жителя. Преобладающим  занятием жителей деревни, кроме земледелия был лесной промысел.